# Вененейя (кратер)
Вененейя (лат. Veneneia) — второй по величине ударный кратер на астероиде Веста, один из крупнейших ударных кратеров Солнечной системы. Открыт в 2011 году межпланетной станцией «Dawn».

## Название
Назван именем Вененейи — одной из первых жриц богини Весты в Древнем Риме. Название утверждено МАС 28 февраля 2012 года.

## Описание
Считается, что кратер Вененейя был образован 2-3 миллиарда лет назад в результате столкновения Весты с тёмным астероидом, богатым углеродом. Впоследствии, около 1 миллиарда лет назад, Вененейя была частично перекрыта более светлым веществом при образовании крупнейшего кратера Весты — Реясильвии.
Кратер опоясывают борозды Сатурналии шириной около 40 км и длиной около 345 км.